# Binnenstad (Leeuwarden)
De Binnenstad is een wijk in de stad Leeuwarden, in de Nederlandse provincie Friesland, die bestaat uit het winkelcentrum en het Stationskwartier, dat net buiten de oude stadswallen ligt. De binnenstad telt ruim 6250 inwoners.

## Buurten
In de wijk liggen de acht buurten Nieuwestad, De Waag, Oldehove, Zaailand, Grote Kerkbuurt, Hoek, Blokhuisplein en het Stationskwartier.

## Karakteristieken
De binnenstad wordt gekarakteriseerd door de mengeling van oude en nieuwe bebouwing. Onder de oude gebouwen zijn veel monumenten. Skyline-bepalende gebouwen zijn kantoorgebouwen zoals de Achmeatoren, het markante koepelgebouw van Friesland Bank en de oude, scheefgezakte Oldehove. De Prinsentuin is het stadspark dat aan de noordzijde van de wijk ligt. De binnenstad is een beschermd stadsgebied.
Het uitgaanscentrum is voorzien van een schouwburg, De Harmonie, bioscopen, restaurants, cafés en winkels. Prostitutie in Leeuwarden vindt plaats vrijwel in het hartje van het stadscentrum, aan de Weaze.
Qua economisch belang voor Leeuwarden ligt het zwaartepunt op de binnenstad.

## Criminaliteit
De Leeuwarder binnenstad kent een hoge onveiligheidsgraad. Er wordt dan ook preventief gefouilleerd sinds 2004. Ook geldt er een zogenaamd 'messenverbod' dat zich met name richt op junks en alcoholisten. Alle wapens die in de gemeente zijn ingenomen werden in de binnenstad aangetroffen.
|                         | 2004 | 2005 | 2006    |
| ----------------------- | ---- | ---- | ------- |
| openlijke geweldpleging | 12   | 29   | ca . 32 |
| bedreigingen            | 92   | 105  | ca. 77  |
| straatroven             | 53   | 89   | ca. 36  |
| mishandeling            | 266  | 319  | ca. 288 |
| wapenhandel             | 39   | 43   | ca. 43  |

## Wonen
In de jaren zeventig zijn er enkele complexen met goedkope woningen gebouwd. Ook zijn er veel kleine woningen en kamers voor studenten. Daarentegen zijn er rond de eeuwwisseling luxere woningen gerealiseerd met bijvoorbeeld privéparkeergelegenheid om aanbod te creëren voor de midden- en hoge inkomens.
De gemeente heeft zich gericht op het creëren van een aangenamere leefklimaat waarbij het winkelcentrum nieuw leven moet worden ingeblazen. Ook is er aandacht voor de historische kant van de grachten met herinrichting met nieuwe straatstenen, restauratie van de kades, boomaanplant en stadsbankjes.
De Prins Frederikkazerne is gelegen op de Amelandsdwinger van de Leeuwarder binnenstad. Nadat Defensie het gebouw verlaten had is in 1981 begonnen met de verbouwing tot appartementencomplex.
Wijken: Aldlân & De Hemrik · Bilgaard & Havankpark e.o. · Binnenstad · Camminghaburen e.o.  · De Zuidlanden · Heechterp & Schieringen · Hempens/Teerns & Zuiderburen · Huizum-West · Middelsee · Nijlân & De Zwette · Oud-Oost · Potmargezone ·  Sonnenborgh e.o.  · Vossepark & Helicon · Vrijheidswijk · Westeinde e.o.

Voormalige wijken: Aldlân · Bedrijventerrein-Oost · Bedrijventerrein West · Camminghaburen · De Zwette · Grote Wielen & De Groene Ster · Huizum-Oost · Oldegalileën & Bloemenbuurt · Oranjewijk & Tulpenburg · Schieringen & De Centrale · Vlietzone · Tjerk Hiddes & Cambuursterhoek · Transvaalwijk & Rengerspark · Valeriuskwartier & Magere Weide · Vogelwijk & Muziekwijk

Buurten: Achter de Hoven · Aldlân-Oost · Aldlân-West · Barrahûs · Bilgaard · Blitsaerd · Bloemenbuurt · Blokhuisplein · Boksumerhoeke · Bonifatius ·  Buitengebied De Zwette · Buitengebied Noordwest · Buitengebied West · Cambuur · Cambuursterpad · Camminghaburen-Midden · -Noord · -Zuid · De Centrale · De Groene Ster · De Klamp · De Fellingen · De Waag · De Werp · De Zuidlanden · De Zwette I Harlingervaart ·  De Zwette II Zwettehaven ·  De Zwette III Schenkenschans · De Zwette IV Businesspark · De Zwette V  Newton · De Zwette VI Deinumerpolder · EnergieCampus Sylsterrak · Gerard Dou · Grote Kerkbuurt · Grote Wielen · Harlingervaart Noord · Havankpark · Havenstêd ·  Heechterp · Helicon · Hemrik · Hoek · Hollanderwijk · Huizum-Badweg · -Bornia · -Dorp · -Sixma · Indische buurt · Jan van Scorelbuurt · Julianapark · Magere Weide · Molenpad · Nieuwestad · Nijlân · Oldegalileën · Oldehove · Oranjewijk · Rapenburg · Rengerspark · Schepenbuurt · Schieringen · Snakkerburen · Sonnenborgh · Stationskwartier · Techum · Transvaalwijk · Tulpenburg · Valeriuskwartier · Vierhuisterweg e.o. · Vogelwijk · Vossepark · Welgelegen · Westeinde · Wetterstêd · Wiarda · Wielenpôlle · Zaailand · Zamenhofpark · Zeeheldenbuurt · Zuiderburen